# Hiéroglyphe égyptien D56
Le hiéroglyphe égyptien D56 (jambe fléchie) est classifié dans la section D « Parties du corps humain » de la liste de Gardiner ; cet hiéroglyphe y est noté D56.

## Représentation
Il représente une jambe en flexion par appui sur le sol. Il est translittéré rd, pds, wˁr, sbḳ, gḥ ou gḥs.

## Utilisation
| s | b | q | D56 |

| s | b | q | D56 |

| D56 | Y1 |

| D56 | Y1 |

| r · d | D56 |

| r · d | D56 |

| D56 | Z1 · M3 |

| D56 | Z1 · M3 |

C'est un déterminatif de termes désignant une la jambe ou une partie.
| w | a&r&t | D56 |

| w | a&r&t | D56 |

d'où découle son utilisation en tant que phonogramme trilitère ou complément phonétique de valeur wˁr.
| D56 | s | E29 |

| D56 | s | E29 |

| D56 | F27 |

| D56 | F27 |

| D56 | F27 |

| D56 | F27 |

| D56 | D54 |

| D56 | D54 |

## Exemples de mots
| p · d | D56 | F51A |

| p · d | D56 | F51A |

| D56 | t · N23 |

| D56 | t · N23 |

| x · n | d | D56 | D54 |

| x · n | d | D56 | D54 |